# Patkányvakondfélék
A patkányvakondfélék (Solenodontidae) az emlősök (Mammalia) osztályának és az Eulipotyphla rendjének egyik családja.
A régebbi rendszertani besorolások szerint a rovarevők (Insectivora) rendjébe, aztán pedig rövid ideig a cickányalakúak (Soricomorpha) rendjébe tartozott.

## Tudnivalók
Ennek az emlőscsaládnak az előfordulási területe, csak két karibi-szigetre korlátozódik, azaz Kubára és Hispaniolára; mindkét szigetnek van egy-egy ma is élő és egy-egy nemrég kihalt faja. Megjelenésben nagyon hasonlítanak a tanrekfélékre (Tenrecidae), azonban nem rokonok azokkal; minden hasonlóság csak a konvergens evolúciónak az eredménye. Ez az emlőscsalád, inkább a cickányfélékkel (Soricidae) és a vakondfélékkel (Talpidae) áll közelebbi rokonságban. Habár főleg ragadozó életmódot folytatnak, gerinctelenekkel és kisebb gerincesekkel táplálkozva, ha muszáj növényi eredetű táplálékot is képesek fogyasztani. Éjszaka mozognak; az erdők avarjában és aljnövényzetében élnek. Évente egyszer fialnak; az alom nagysága 2-3 kölyök lehet.

## Rendszerezés
A családba az alábbi 1 nem, valamint 2 élő faj és 2 kihalt faj tartozik:
- Solenodon Brandt, 1833 – 4 faj
  - †Solenodon arredondoi Morgan & Ottenwalder, 1993
  - kubai patkányvakond (Solenodon cubanus) Peters, 1861
  - †Solenodon marcanoi (Patterson, 1962)
  - haiti patkányvakond (Solenodon paradoxus) Brandt, 1833 - típusfaj

## Források

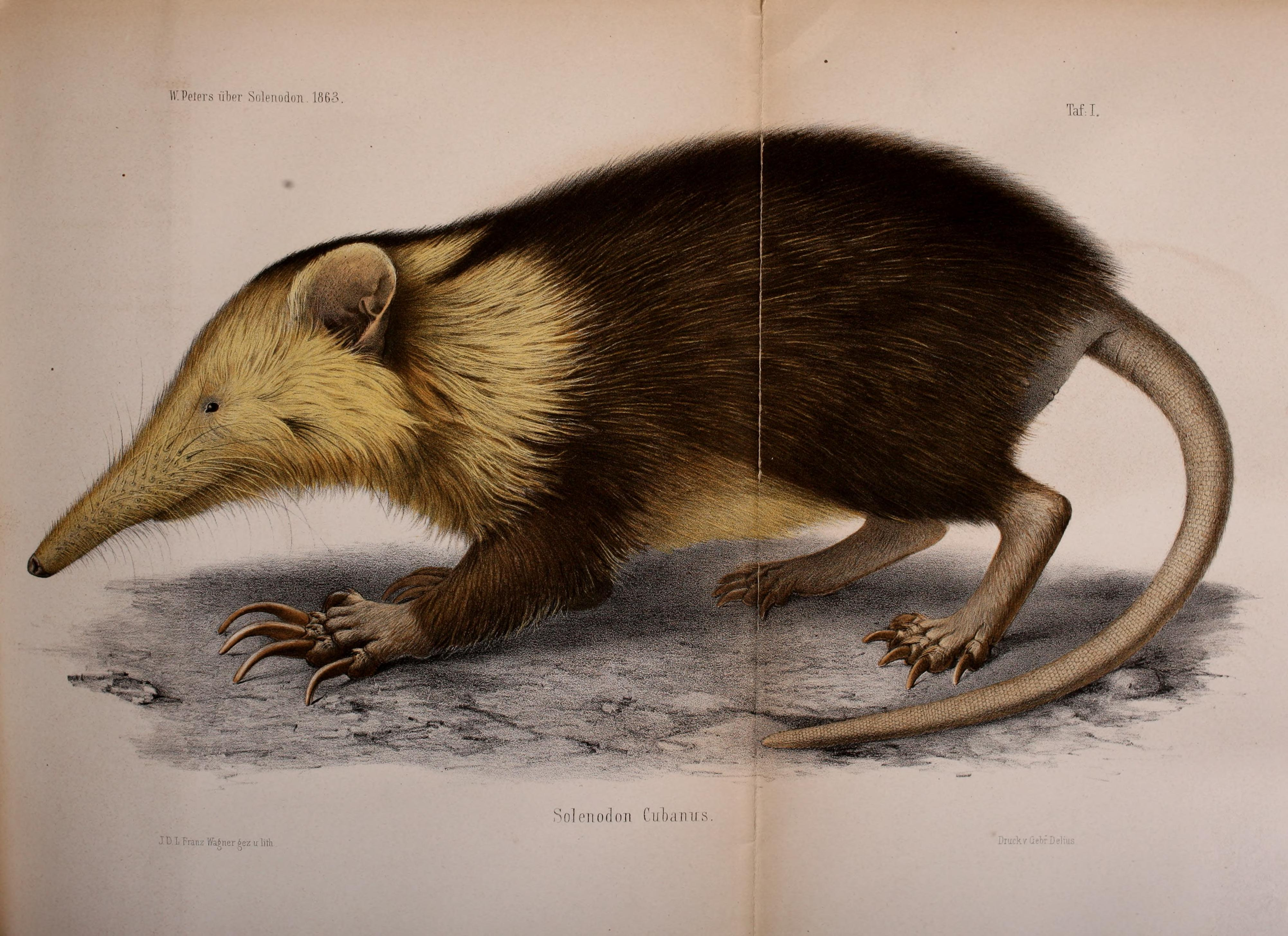
Rajz a kubai patkányvakondról (Solenodon cubanus)